# Aronija
Aronija je rod listopadnih grmova koji se sastoji od dviju vrsta, podrijetlom s istoka Sjeverne Amerike. Grm aronije naraste najčešće 1 – 6 m, bujnog je rasta, a ljudi je rezidbom oblikuju kao manje drvo. Najčešće obitava u vlažnim šumama i močvarama. Aroniju ljudi često uzgajaju kao ukrasnu biljku. Poznato je kako su nakon nuklearne katastrofe u Černobilu plodovi aronije korišteni za ublažavanje zdravstvenih tegoba ozračenih osoba.[nedostaje izvor] Zbog visokog stupnja otpornosti na mraz, izdrži zimu i do –47 °C. Zato je mnogi nazivaju sibirskom borovnicom. Tako se aronija počela uzgajati u Rusiji, Finskoj i Švedskoj. Također je otporna i na sušu, kukce, zagađenja i bolesti.

## Opis
Oprašuju je pčele i vjetar, a ujesen listovi mijenjaju boju u crvene nijanse. Listovi aronije su jednostavni, poredani naizmjenično. Cvjetovi su mali, sastoje se od pet latica i pet čašičnih listića. Plodovi su joj bobice koje nisu jestive svježe jer su gorka okusa (osim crvenoplodne aronije), ali se često koriste u pripremi vina, džema, čaja, sirupa, kompota, likera. Također se koriste kao začin i boja u pićima i jogurtima. Plodovima aronije hrane se ptice, koje njezine sjemenke rasprostranjuju izmetom.  

## Vrste
- Crvenoplodna aronija (lat. Aronia arbutifolia) naraste 2 – 4 m u visinu, rjeđe 6 m. Listovi su joj 5 – 8 cm široki. Cvjetovi su joj bijeli ili bljedoružičasti, otprilike 1 cm široki. Plod je jestiv crven, 4 – 10 mm širok i otporan na zimu.
- Crnoplodna aronija (lat. Aronia melanocarpa) naraste u visinu malo manje od 1 m, a rijetki primjerci  narasli su do 3 m. Listovi su najčešće 6 cm široki. Cvjetovi su bijeli, imaju 1,5 cm širine. Ispočetka je plod crvene boje. Kad naraste, plod je crne boje, veličine 6 – 9 mm.
- Ljubičastoplodna aronija (lat. Aronia × prunifolia) hibrid.  Cvjeta od travnja do srpnja. Plod joj je tamnoljubičaste do crne boje, 7 – 10 mm širok.

## Povijest
Aronija je dospjela u Europu iz istočnog dijela Sjeverne Amerike. Navodno su je poznavali tamošnji Indijanci, njezine su plodove sušili i upotrebljavali za zimske pogače. Aroniju kao hranu i lijek prvi su počeli upotrebljavati sjevernoamerički Indijanci. Kako plodovi aronije dugo vremena ostaju na grmu i ne kvare se, Indijanci su se hranili njima, plodove su sušili i mljeli te miješali sa životinjskom mašću i osušenim mesom. Sušeni plodovi aronije bili su hrana za zimu te lijek protiv želučanih i crijevnih tegoba. Osim zrelih plodova,  sjevernoamerički su Indijanci kao lijek upotrebljavali i listove i koru aronije. Ljeti su sušili listove i koru, pripremali su čaj koji su koristili kao sredstvo za zaustavljanje krvarenja iz rana. 
U Europi je aronija privukla pažnju zbog svoje ljepote jer su njeni bijeli cvjetovi jedni od najljepših cvjetova grmolikih biljaka. Godine 1972. crnoplodna aronija primila je nagradu Kraljevskog vrtlarskog udruženja u Engleskoj. Prvi put se u Europi   spominje oko 1816. u Ukrajini te je sve do početka dvadesetog stoljeća uzgajana isključivo kao ukrasni grm. Jednom su je u većoj količini posadili u Sloveniji, no nije bila posebno dobro prihvaćena, prije svega zbog nepoznavanja ljekovitih svojstava.  
Prvu uzgojnu sortu stvorio je ruski biolog i pomolog Ivan Vladimirovič Mičurin početkom 20. stoljeća, uz napomenu da se uzgoj počeo širiti tek nakon njegove smrti 1935. Danas je znanstveno dokazano da se kod ove prve poznate sorte radi o hibridu aronije i jarebike. Dotični je uzgojio i više drugih međurodnih hibrida aronije i jarebike (Burka; Likjornaja, Titan), po današnjim genetskim istraživanjima u hibride ovog porijekla spadaju i sorte "Viking", "Nero", "Aron", "McKenzie" i "Galicjanka" ("Viking" i "Nero" su 75 % aronija i 25 % jarebika). Prve uzgojne površine bile su posađene 1942. u Altajskoj oblasti današnje Rusije (nakon 10 godina probnog uzgoja), a 1969. je tamo pod aronijom bilo oko 1000 ha. Oko 1948. zasađena je i u okolici ondašnjeg Lenjingrada i to oko 40 ha. Godine 1953. počinje je se saditi i u tadašnjoj Latvijskoj SSR. Također je se počinje saditi i u Estonskoj SSR oko 1958. U razdoblju pedesetih godina prošlog stoljeća aronija se uzgajala u 29 oblasti Sovjetskog Saveza. 1984. godine u Rusiji,l tj. ondašnjem SSSR-u, aronija se uzgajala na nekih 17 800 hektara, većinom za dobivanje soka, što je velik rast od 1971. i ondašnjih oko 5400 ha.
U bivšoj Njemačkoj Demokratskoj Republici uzgoj je započeo oko 1976.
Uzgoj u SAD-u, zemlji porijekla aronije, započeo je oko 1997.
Uzgoj u zapadnoj Europi započinje 15 - 20 godina prije nego u SAD-u, prije svega u Danskoj, Finskoj i Švedskoj. Danas su najveći proizvođači Ruska Federacija, Poljska, Češka i Slovačka.
U Hrvatskoj se biljka intenzivo uzgaja od 2012., no broj proizvođača stalno raste, uz napomenu da se biljka 2013. intenzivno uzgaja na svega oko 20 ha (za 2016. jedan izvor navodi 100 ha kao površinu uzgoja aronije u Republici Hrvatskoj).

## Zdravlje
Aronija je prava riznica biološki aktivnih spojeva (preko 300). Čisti krv,[od čega?] jača cirkulaciju, snižava kolesterol i krvni tlak, djeluje protuupalno. Svježi plodovi aronije imaju najveći antioksidativni kapacitet među svim bobičastim i ostalim voćem istraživanim do sada, a mjerenim po ORAC i TEAC standardima - više nego dvostruko više od borovnice ili oko dva puta više od crnog ribiza (treba naglasiti da ovi podaci izrazito variraju od izvora do izvora!). Mnogobrojne epidemiološke studije ukazuju na snažnu povezanost između unosa aronije i smanjenja smrtnosti zbog srčanih oboljenja, tumora i drugih degenerativnih bolesti, odnosno smanjenje ili odgađanje razvoja navedenih bolesti, kao i starenja.

## Kontraindikacije
Čir na želucu i dvanaesniku, gastrits, tromboflebitis, tromboza.

## Sadržaj plodova
Plodovi crnoplodne aronije sadrže sljedeće tvari: 6,2 - 10,8 % šećera, 1,3 % jabučne kiseline, 0,75 % pektina, 0,35 - 0,6 % tanina, vitamine A (1,1 - 2,4 mg/100g), C(10 – 50 mg/100g), B1 i B2, E(0,8 - 3,1 mg/100g),  PP(0,5 - 0,8 mg/100g) i P (1200 – 1500 mg/100g) glikozid cianidin, flavonske glikozide hesperidin i rutin te kvercitin i katehin.
Sadrže i 1480 mg/100 g antocijana,te protocianidina 664 mg/100g.
Od makroelemenata plodovi sadrže (mg/g) K - 13,90, Ca - 1,30, Mg - 1,0,  Fe - 0,05,I 4-6
Od mikroelemenata sadrže (mkg/g) Mn - 0,07, Cu - 0,58, Zn - 0,10, Co - 0,15, Cr - 0,02, Al - 0,02, Se - 3,63, Ni - 0,11, Sr - 0,06, Pb - 0,02, B - 4,80 µg/g.

### Knjige
- Васильченко Г. В., Проценко В. И. Черноплодная рябина. — Мoskva 1967.
- Кузнецов П. А. Черноплодная рябина. Moskva 1978.
- Виноградова Ю. К., Куклина А. Г. Арония Мичурина: от создания до натурализации. — Мoskva 2014.
- Sigrid Grün, Jan Neidhardt : Aronia – Unentdeckte Heilpflanze, Regensburg 2007.

### Periodika
- Simeonov S B, Botushanov N P, Karahanian E B, Pavlova M B, Husianitis H K, Troev D M. Effects of Aronia melanocarpa juice as part of the dietary regimen in patients with diabetes mellitus. Folia Med (Plovdiv) 2002; 44: 20-3
- Olas B1, Wachowicz B, Tomczak A, Erler J, Stochmal A, Oleszek W Comparative anti-platelet and antioxidant properties of polyphenol-rich extracts from: berries of Aronia melanocarpa, seeds of grape and bark of Yucca schidigera in vitro.(http://www.ncbi.nlm.nih.gov/pubmed/18231940)
- Zheng W, Wang S Y. Oxygen radical absorbing capacity of phenolics in blueberries, cranberries, chokeberries, and lingonberries. J Agric Food Chem 2003; 51: 502-9
- Skoczynska A, Jedrychowska I, Poreba R, Affelska A, Turczyn B. The influence of chokeberry juice on arterial blood pressure. Pharmacol Rep 2007; 59 (Suppl. 1): 66

## Sinonimi
- Adenorachis (DC.) Nieuwl.

## Vanjske poveznice
- Priručnik za uzgoj aronije
- Aronija net  Arhivirana inačica izvorne stranice od 22. ožujka 2013. (Wayback Machine)
- Aronia berry health benefits